# Thomas Jefferson Wood
Thomas Jefferson Wood (* 30. September 1844 im Athens County, Ohio; † 13. Oktober 1908 in Crown Point, Indiana) war ein US-amerikanischer Politiker. Zwischen 1883 und 1885 vertrat er den Bundesstaat Indiana im US-Repräsentantenhaus.

## Werdegang
Im Jahr 1853 kam Thomas Wood mit seinen Eltern in das Vigo County in Indiana, wo er die öffentlichen Schulen besuchte. Danach unterrichtete er zwei Jahre lang selbst als Lehrer. Nach einem anschließenden Jurastudium in Terre Haute sowie an der University of Michigan in Ann Arbor und seiner im Jahr 1867 erfolgten Zulassung als Rechtsanwalt begann er in Crown Point in diesem Beruf zu arbeiten. Zwischen 1872 und 1876 war er Staatsanwalt im Lake County.
Politisch war Wood Mitglied der Demokratischen Partei. Zwischen 1878 und 1882 gehörte er dem Senat von Indiana an. Bei den Kongresswahlen des Jahres 1882 wurde er im zehnten Wahlbezirk seines Staates in das US-Repräsentantenhaus in Washington, D.C. gewählt, wo er am 4. März 1883 die Nachfolge von Mark L. De Motte antrat. Da er im Jahr 1884 nicht bestätigt wurde, konnte er bis zum 3. März 1885 nur eine Legislaturperiode im Kongress absolvieren.
Nach seinem Ausscheiden aus dem US-Repräsentantenhaus praktizierte Thomas Wood wieder als Anwalt. Er starb am 13. Oktober 1908 in Crown Point, wo er auch beigesetzt wurde.